# Българска орда
Българска орда е интелектуален кръжок създаден от общественици с амбиции за създаване на историческо дружество. Организацията е създадена на 16 юни 1938 година, но де факто съществува една година преди това. Според някои оценки тя е ултрадясна, националистическа и расистка по идеология. Българска орда е елитарна, като в нея влизат малък брой членове. Ордата обединява консервативни интелигенти, културни дейци, няколко запасни генерали и други висши офицери. Основана е от юристите Димитър Съсълов и Николай Станишев. Включват се също писателите Фани Попова-Мутафова, Чавдар Мутафов и др. обществени фигури. Привържениците ѝ твърдят, че е неоспорим историческия факт, че днешната българска нация, не е изградена на „славянска“, а на „(пра)българска“ основа. Историческите търсения на двамата основатели се изразяват в схващането, че прабългарите са индоевропейци, създатели на древна и могъща култура. Самият Съсълов в „Пътят на България“ (1936) застъпва тезата, че българите са положили основата на европейската цивилизация. Тезите развивани от дружеството се оценяват днес като маргинални от научна гледна точка.
Организацията се обявява против демократичните порядки, партиите и парламентаризма, либерализма, чуждите влияния и „инородните“ елементи. Категорично се възприема монархическия принцип на държавно устройство, като се постулира „несравнимото превъзходство на българския народ над другите народи“. Въпреки опитите да изгради свои организации и в провинцията, Ордата никога не надхвърля рамките на затворен интелигентски кръжок. Тя обаче, провежда сравнително често свои сбирки и издава от 1939 г. свой орган сп. „Известия“. Ордата остава до края на съществуването си през пролетта на 1944 г., по-скоро рупор на нагласите на някои прогермански и русофобски политически тенденции сред част от интелигентски среди. Това е своеобразен антипод на традиционното славянофилство на българската историография и е в синхрон с тогавашната външнополитическа конюнктура. Нейната поява и съществуване показват наличието на организации изцяло обърнати към миналото и търсещи самобитни образци за подражание.
Дружеството е възстановено през 1995 година от ветеринарния доктор Дориян Александров. Новата орда събира напълно разнородни личности, които не са историци, а общественици, журналисти, лекари, националисти и др. Любимата теза на сдружението е, че над нацията се провежда скрит геноцид посредством заговора на безродния политически елит с външните „глобалистични“ сили. Членовете му го оценяват като патриотична организация, която отстоява защитата на българските национални интереси и по-специално на древната българска история, с цел разобличаване на фалшификациите около нея. Основните тези на съмишлениците са, че произходът на прабългарите е автохтонен, траките са били по-развити цивилизационно от древните елини, липсва славянски компонент в днешния български етнос и е налице генетична хомогенност у днешните българи. Тези параисторични хипотези се излагат в списанието издавано от дружеството, наречено „Ави-Тохол“.